# Burgwall Klessener Zootzen

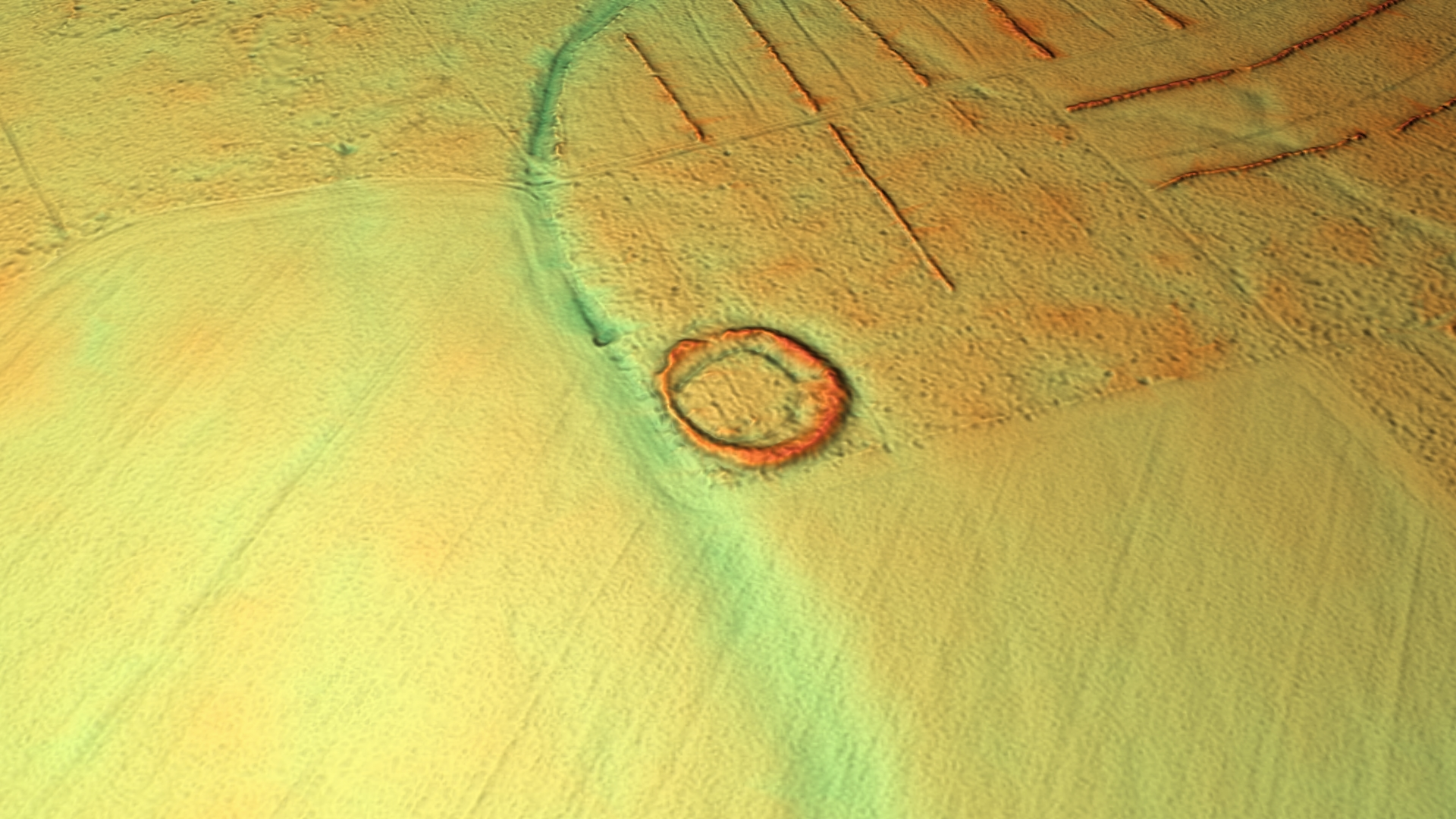
3D-Ansicht des digitalen Geländemodells

Der Burgwall Klessener Zootzen ist der Burgstall eines slawischen Burgwalls, der vom 7. bis 9. Jahrhundert bestand. Er befindet sich im Ortsteil Zootzen der Stadt Friesack im Land Brandenburg. Das Bodendenkmal liegt im Waldgebiet Zootzen nordwestlich des Wohnplatzes Klessener Zootzen. Die ovale Burg wurde in der altslawischen Zeit errichtet und ist gut erhalten geblieben.